# Shion no Ou
Shion no Ou (яп. しおんの王 Сион но о:, досл. «Король Сион») с подзаголовком «Цветы жестокой крови» (англ. The Flowers of Hard Blood) — манга, написанная профессиональньным игроком в сёги Наоко Хаясибой под псевдонимом Масару Катори (яп. かとりまさる Катори Масару), проиллюстрированная Дзиро Андо. Публиковалась в сэйнэн журнале Afternoon издательства «Коданся» и состоит из восьми танкобонов. В 2007-2008 годах по манге было выпущено одноимённое аниме, снятое Studio Deen. В 2008 году Mainiti Communications выпустила одноимённую видеоигру для Nintendo DS.

## Сюжет
Сион Ясуока стала свидетельницей убийства собственных родителей. Убийца при этом взял фигуру короля с доски сёги. Она связывает эти события и верит, что убийца может быть игроком в сëги. Из-за шока Ясуока теряет дар речи и начинает общаться письменно. Сион берёт под опеку семья соседей, где она начинает познавать сёги, чтобы найти убийцу родителей.

## Персонажи
- Сион Ясуока (яп. 安岡 紫音 Ясуока Сион), в прошлом Сион Исиватари (яп. 石渡 紫音 Исиватари Сион)

Главная героиня, ученица старшей школы. В детстве её родителей убили у неё на глазах, отчего она онемела и общается с окружающими с помощью надписей на листочках. Во время убийства убийца забрал короля сёги с доски для сёги её отца, поэтому она думает, что убийца мог быть сёгистом. После того, как Ясуоку удочерила приёмная семья, она увлеклась сёги — как из-за любви к игре, так и для того, чтобы узнать, кто убил её родителей.
Сэйю: Аяко Кавасуми
- Макото Хани (яп. 羽仁 真 Хани Макото)

Мэйдзин по сёги. Проницательный и любознательный игрок, расставшийся со своим братом после смерти матери, чтобы самостоятельно стать профессиональным сёгистом. Его имя совпадает с именем 16-го пожизненного мэйдзина Макото Накахары, из-за любовного скандала с которым автору исходной манги Хаясибе в реальном мире пришлось уйти из мира сёги, а первый иероглиф фамилии совпадает с первым иероглифом фамилии Ёсихару Хабу, 19-го пожизненного мэйдзина. Так месть Хаясибы проявилась через произведение искусства.
Сэйю: Ходзуми Года
- Сатору Хани (яп. 羽仁 悟 Хани Сатору)

Младший брат Макото Хани, бизнесмен. Тоже одарённый сёгист, мечтает однажды победить брата в официальном матче. Его девушка работала с родителями Сион и таинственным образом умерла через день после них.
Сэйю: Масая Мацукадзэ
- Аюми Сайто (яп. 斉藤 歩 Сайто: Аюми)

15-летний сёгист, вынужденно бросивший старшую школу и играющий в женских турнирах по сёги, чтобы оплатить лечение своей матери, так как в мужских турнирах он неконкурентоспособен. В аниме после 16-й серии играет в мужских турнирах. Заботится о Сион, стремится защищать её. Его дразнят бойфрендом Сион, отчего он сильно смущается. Однажды, играя против Сатору, он узнал, что его отец был профессиональным сёгистом.
Сэйю: Роми Паку
- Саори Никайдо (яп. 二階堂 沙織 Никайдо: Саори)

18-летняя сёгистка, ученица Макото, фанатка Сион. Дочь богатой семьи. Рьяно ищет признания со стороны Макото.
Сэйю: Риса Мидзуно
- Синдзи Ясуока (яп. 安岡 信次 Ясуока Синдзи)

Приёмный отец Сион и профессиональный сёгист, 8-й дан.
Сэйю: Ясунори Мацумото
- Сатико Ясуока (яп. 安岡 幸子 Ясуока Сатико)

Приёмная мать Сион. Суровая, но заботливая женщина. Всегда поддерживает мужа и дочь, но не всегда с ними соглашается.
Сэйю: Марико Кода
- Осаму Камидзоно (яп. 神園 修 Камидзоно Осаму)

Профессиональный сёгист, 9-й дан. Несмотря на страшную внешность, из-за которой его прозвали «демоном», у него добрая душа. Позволил Аюми стать своим учеником после того, как раскрыл его секрет, и дал деньги Синдзи, когда тот решил удочерить Сион.
Сэйю: Рюсэй Накао

## Медиа

### Манга
| № | Дата публикации | ISBN                   |
| - | --------------- | ---------------------- |
| 1 | 22.10.2004      | ISBN 978-4-06-314360-7 |
| 2 | 23.05.2005      | ISBN 978-4-06-314378-2 |
| 3 | 23.01.2006      | ISBN 978-4-06-314403-1 |
| 4 | 21.07.2006      | ISBN 978-4-06-314418-5 |
| 5 | 23.05.2007      | ISBN 978-4-06-314445-1 |
| 6 | 23.10.2007      | ISBN 978-4-06-314472-7 |
| 7 | 23.01.2008      | ISBN 978-4-06-314485-7 |
| 8 | 23.05.2008      | ISBN 978-4-06-314505-2 |

### Аниме
Аниме-адаптация производства Studio Deen и режиссера Тосифуми Кавасэ транслировалась в Японии с 13 октября 2007 года по 22 марта 2008 года на телеканале Fuji TV.

### Видеоигра
Приключенческая видеоигра, основанная на аниме-сериале, была издана Mainichi Communications в Японии для игровой приставки Nintendo DS 10 апреля 2008 года.